# Finlandia na Zimowych Igrzyskach Olimpijskich 2002
Finlandię na Zimowych Igrzyskach Olimpijskich 2002 reprezentowało 98 zawodników w 11 dyscyplinach. 
Finowie zdobyli cztery złote medale, z czego trzy wywalczył Samppa Lajunen w kombinacji norweskiej.

## Zdobyte medale
| Medal | Zawodnik                                                            | Dyscyplina sportowa | Konkurencja                          |
| ----- | ------------------------------------------------------------------- | ------------------- | ------------------------------------ |
|       | Janne Lahtela                                                       | Narciarstwo dowolne | Jazda po muldach mężczyzn            |
|       | Samppa Lajunen                                                      | Kombinacja norweska | Zawody indywidualne mężczyzn         |
|       | Samppa Lajunen                                                      | Kombinacja norweska | Sprint mężczyzn                      |
|       | Jari Mantila Hannu Manninen Jaakko Tallus Samppa Lajunen            | Kombinacja norweska | Zawody drużynowe mężczyzn            |
|       | Jaakko Tallus                                                       | Kombinacja norweska | Zawody indywidualne mężczyzn         |
|       | Janne Ahonen Matti Hautamäki Risto Jussilainen Veli-Matti Lindström | Skoki narciarskie   | Zawody drużynowe mężczyzn (K-120)    |
|       | Matti Hautamäki                                                     | Skoki narciarskie   | Zawody indywidualne mężczyzn (K-120) |

## Wyniki reprezentantów Finlandii

### Biathlon
Mężczyźni
- Timo Antila

sprint - 19. miejsce
bieg pościgowy - 32. miejsce
bieg indywidualny - 41. miejsce
- Vesa Hietalahti

sprint - 25. miejsce
bieg pościgowy - 22. miejsce
bieg indywidualny - 19. miejsce
- Paavo Puurunen

sprint - 16. miejsce
bieg pościgowy - 28. miejsce
bieg indywidualny - 15. miejsce
- Olli-Pekka Peltola

sprint - 73. miejsce
- Ville Räikkönen

bieg indywidualny - 67. miejsce
- Ville Räikkönen
Timo Antila
Paavo Puurunen
Vesa Hietalahti

sztafeta - 12. miejsce
Kobiety
- Anita Nyman

sprint - 54. miejsce
bieg pościgowy - DNF
- Katja Holanti

sprint - 52. miejsce
bieg pościgowy - 46. miejsce
bieg indywidualny - 13. miejsce
- Outi Kettunen

sprint - 37. miejsce
bieg pościgowy - 37. miejsce
bieg indywidualny - 48. miejsce
- Sanna-Leena Perunka

sprint - 24. miejsce
bieg pościgowy - 20. miejsce
bieg indywidualny - 40. miejsce
- Katja Holanti
Sanna-Leena Perunka
Anita Nyman
Outi Kettunen

sztafeta - 12. miejsce

### Biegi narciarskie
Mężczyźni
- Karri Hietamäki

15 km stylem klasycznym - 43. miejsce
50 km stylem klasycznym - 31. miejsce
- Teemu Kattilakoski

30 km stylem dowolnym - 35. miejsce
- Keijo Kurttila

Sprint stylem dowolnym - 25. miejsce
- Hannu Manninen

Sprint stylem dowolnym - 8. miejsce
- Ari Palolahti

Sprint stylem dowolnym - 20. miejsce
15 km stylem klasycznym - 53. miejsce
- Sami Pietilä

30 km stylem dowolnym - DNF
Bieg łączony - 46. miejsce
50 km stylem klasycznym - 30. miejsce
- Sami Repo

Sprint stylem dowolnym - 21. miejsce
30 km stylem dowolnym - 40. miejsce
Bieg łączony - 31. miejsce
- Kuisma Taipale

15 km stylem klasycznym - 30. miejsce
50 km stylem klasycznym - 47. miejsce
- Kuisma Taipale
Karri Hietamäki
Teemu Kattilakoski
Sami Repo

sztafeta - 11. miejsce
Kobiety
- Elina Hietamäki

Sprint stylem dowolnym - 14. miejsce
Bieg łączony - 40. miejsce
- Riitta-Liisa Roponen

Sprint stylem dowolnym - 36. miejsce
15 km stylem dowolnym - 19. miejsce
- Satu Salonen

10 km stylem klasycznym - 7. miejsce
Bieg łączony - 36. miejsce
30 km stylem klasycznym - DNF
- Kaisa Varis

Sprint stylem dowolnym - 23. miejsce
15 km stylem dowolnym - 4. miejsce
Bieg łączony - 12. miejsce
- Kati Venälänen

Sprint stylem dowolnym - 18. miejsce
10 km stylem klasycznym - 28. miejsce
Bieg łączony - 16. miejsce
- Annmari Viljanmaa

10 km stylem klasycznym - 37. miejsce
15 km stylem dowolnym - DNF
30 km stylem klasycznym - 24. miejsce
- Kati Venälänen
Satu Salonen
Riitta-Liisa Roponen
Kaisa Varis

sztafeta - 7. miejsce

### Curling
Mężczyźni
- Markku Uusipaavalniemi, Wille Mäkelä, Tommi Häti, Jari Laukkanen, Pekka Saarelainen - 7. miejsce

### Hokej na lodzie
Mężczyźni
- Antti Aalto, Aki Berg, Mikko Eloranta, Niklas Hagman, Raimo Helminen, Jani Hurme, Olli Jokinen, Tomi Kallio, Sami Kapanen, Jere Lehtinen, Juha Lind, Jyrki Lumme, Ville Nieminen, Janne Niinimaa, Teppo Numminen, Pasi Nurminen, Jarkko Ruutu, Sami Salo, Teemu Selänne, Kimmo Timonen, Ossi Väänänen, Juha Ylönen - 5. miejsce

Kobiety
- Pirjo Ahonen, Sari Fisk, Kirsi Hänninen, Satu Hoikkala, Emma Laaksonen-Terho, Terhi Mertanen, Riikka Nieminen-Välilä, Marja-Helena Pälvilä, Oona Parviainen, Tuula Puputti, Karoliina Rantamäki, Tiia Reima, Katja Riipi, Päivi Salo, Henna Savikuja, Hanne Sikiö, Saija Sirviö-Tarkki, Petra Vaarakallio, Marjo Voutilainen - 4. miejsce

### Kombinacja norweska
Mężczyźni
- Mikko Keskinarkaus

Sprint - 23. miejsce
Gundersen - 28. miejsce
- Samppa Lajunen

Sprint - 
Gundersen - 
- Hannu Manninen

Sprint - 7. miejsce
Gundersen - 14. miejsce
- Jaakko Tallus

Sprint - 4. miejsce
Gundersen - 
- Jari Mantila
Jaakko Tallus
Hannu Manninen
Samppa Lajunen

sztafeta - 

### Łyżwiarstwo figurowe
Kobiety
- Elina Kettunen

solistki - 11. miejsce

### Łyżwiarstwo szybkie
Mężczyźni
- Janne Hänninen

500 m - 15. miejsce
1000 m - 10. miejsce
1500 m - 13. miejsce
- Risto Rosendahl

1000 m - 33. miejsce
1500 m - 32. miejsce
- Vesa Rosendahl

1500 m - 27. miejsce

### Narciarstwo alpejskie
Mężczyźni
- Kalle Palander

gigant - DNF
slalom - DNF
- Sami Uotila

gigant - DNF
Kobiety
- Tanja Poutiainen

gigant - 11. miejsce
slalom - DNF
- Henna Raita

gigant - DNF
slalom - 8. miejsce

### Narciarstwo dowolne
Mężczyźni
- Janne Lahtela

jazda po muldach - 
- Tapio Luusua

jazda po muldach - 5. miejsce
- Sami Mustonen

jazda po muldach - 10. miejsce
- Mikko Ronkainen

jazda po muldach - 8. miejsce
Kobiety
- Minna Karhu

jazda po muldach - 12. miejsce

### Skoki narciarskie
Mężczyźni
- Janne Ahonen

Skocznia normalna - 4. miejsce
Skocznia duża - 9. miejsce
- Matti Hautamäki

Skocznia normalna - 6. miejsce
Skocznia duża - 
- Risto Jussilainen

Skocznia duża - 18. miejsce
- Veli-Matti Lindström

Skocznia normalna - 5. miejsce
Skocznia duża - 37. miejsce
- Toni Nieminen

Skocznia normalna - 16. miejsce
- Matti Hautamäki
Veli-Matti Lindström
Risto Jussilainen
Janne Ahonen

Drużynowo - 

### Snowboard
Mężczyźni
- Markku Koski

halfpipe - 8. miejsce
- Risto Mattila

halfpipe - 16. miejsce
- Tuomo Ojala

halfpipe - 30. miejsce
- Heikki Sorsa

halfpipe - 7. miejsce
Kobiety
- Sari Grönholm

halfpipe - 19. miejsce
- Minna Hesso

halfpipe - 9. miejsce
- Kirsi Rautava

halfpipe - 18. miejsce